# Asphondylia africana
Asphondylia africana är en tvåvingeart som beskrevs av Ephraim Porter Felt 1926. Asphondylia africana ingår i släktet Asphondylia och familjen gallmyggor. Inga underarter finns listade i Catalogue of Life.